# Déjà Vu (пісня Інни)
«Déjà Vu» (укр. «Дежавю») — сингл румунського DJ Bob Taylor та співачки Інни з її альбому «Hot». Випущений 2 червня 2009 лейблами «Roton», «Ultra», «All Around the World» та іншими.

## Історія релізу
| Регіон          | Дата              | Формат     | Лейбл                |
| --------------- | ----------------- | ---------- | -------------------- |
| Румунія         | 2 червня 2009     | Airplay    | Roton Records        |
| США             | 1 грудня 2009     | Digital    | Ultra Records        |
| Франція         | 6 вересня 2010    | CD-стнгл   | Universal            |
| Велика Британія | 14 листопада 2010 | Digital EP | All Around the World |